# Округ Бентон (Вашингтон)
Округ Бентон (енгл. Benton County) је округ у америчкој савезној држави Вашингтон.

## Демографија
По попису из 2010. године број становника је 175.177, што је 32.702 (23,0%) становника више него 2000. године.
| Група             | 2000.           | 2010.           |
| Белци             | 116.457 (81,7%) | 130.437 (74,5%) |
| Афроамериканци    | 1.319 (0,9%)    | 2.221 (1,3%)    |
| Азијати           | 3.134 (2,2%)    | 4.691 (2,7%)    |
| Хиспаноамериканци | 17.806 (12,5%)  | 32.696 (18,7%)  |
| Укупно            | 142.475         | 175.177         |